# 伊藤玄蕃
伊藤 玄蕃（いとう げんば、生没年不詳）は、戦国時代の武士。武田信玄に仕えた「二十人頭」の1人。甲陽軍鑑に記載されている。

## 甲陽軍鑑における記載
「甲陽軍鑑」品第17には、「武田法性院信玄公御惣人数の事」として、武田信玄の家臣団について記載されており、伊藤玄蕃は、その中における「二十人頭」の1人である。「二十人頭」には、10名が掲載されている。
この他、品第35には、永禄12年（1569年）の「三増峠の戦い」において敵（北条方）の武者を同僚とともに生捕ったことが記載されている。

## 武田氏滅亡後の伊藤玄蕃
(1)武田氏滅亡後の伊藤玄蕃（およびその子孫）については、次の3説が見出されている。
①『韮崎市誌』下巻によれば、「伊藤窪」に留まり、帰農した。「伊豆の伊藤祐親 の後といわれる。･･･（中略）･･･玄蕃允祐次は信玄の時、二十人頭となった。主家没落ののち徳川家に仕えたが故あって辞し、帰農して子孫は村役人を世襲した。」
②飯田好太郎の説では、信濃に潜居し、帰農した。「次ハ重時伊藤玄蕃ト云フ（伊藤玄蕃ハ武田家廿人頭也天正壬午ノ役新府ノ東、堂ヶ坂砦守衛ノ番頭タリ）武田家滅亡ノ後浪人シ當小坂ノ里ニ潜居帰農シテ」（注：長野県岡谷市に「小坂」（おさか）という地名がある）。
③水戸藩重臣の伊藤友玄（いとうともはる）の子孫である伊藤家に残る『伊藤系図』によれば、「二十人頭」であった伊藤玄蕃友祐は、武田勝頼の最期となった天目山の戦い（天正10年（1582年）3月）で討死にした。その子である清重（友玄の父）が越前に至り、後に結城秀康に仕えた。水戸藩の編年史書『水戸紀年』には、以下のように記載されている。
(2)徳川家康に仕えた武田遺臣の数は、「武田武士の系譜」（土橋治重著、新人物往来社、1972年）によると、千数百人とされ、同書には、各種史料から集計した1,107人の名前が掲載されている。それを「甲陽軍鑑」品第17と照合すると、「二十人頭」10名については、4人が確認できる（伊藤玄蕃の名前は確認できない。）。

## 伊藤窪の伊藤玄蕃屋敷
山梨県韮崎市穴山町に「伊藤窪」という地名がある。七里岩台上（標高約500m）の東部にある要害の地で、古くから武将の居住地に適していた。天正9年(1581年)の武田勝頼による新府城築城の際には、穴山の各集落に家臣団の屋敷を配したとされる。
「伊藤窪」の地名の起こりは、伊藤玄蕃の屋敷があったことによるもので、「甲斐国志」（文化11年(1814年)に成立した地誌）には、「伊藤窪ト呼ハ伊藤氏ノ居所 武田ノ弐拾人頭ニ伊藤玄蕃アリ 古時ヨリ関砦の在タル處ナランカ 今モ同氏ノ者多シ」とある。
「甲斐の山城と館 上巻 北部・中部編」（宮坂武男著、戒光祥出版、2014年）によると、集落の東部・堂ケ坂砦跡に隣接する地が「伊藤玄蕃屋敷」跡に比定されている。なお、同書は、「伊藤玄蕃屋敷」跡から南へ100m程の所に「伊豆の伊東」からやってきた武田氏の臣の「いとう氏」の屋敷があった」という伝承も記載している

## 堂ケ坂砦と伊藤玄蕃
堂ケ坂砦は、天正壬午の乱において北条氏直が布陣した若神子城に対して徳川家康が設けたとされる。
「甲斐の山城と館 上巻 北部・中部編」（宮坂武男著、戒光祥出版、2014年）には、「（伊藤玄蕃屋敷は、）堂ケ坂を登り切った位置になり、この台地への登路を見張るには最適の場所である。この屋敷続きに堂ケ坂砦が構築されたと思われ、伊藤窪の氏族がその守備に当ったことが想像される。」とある。